# Henri Roehrich

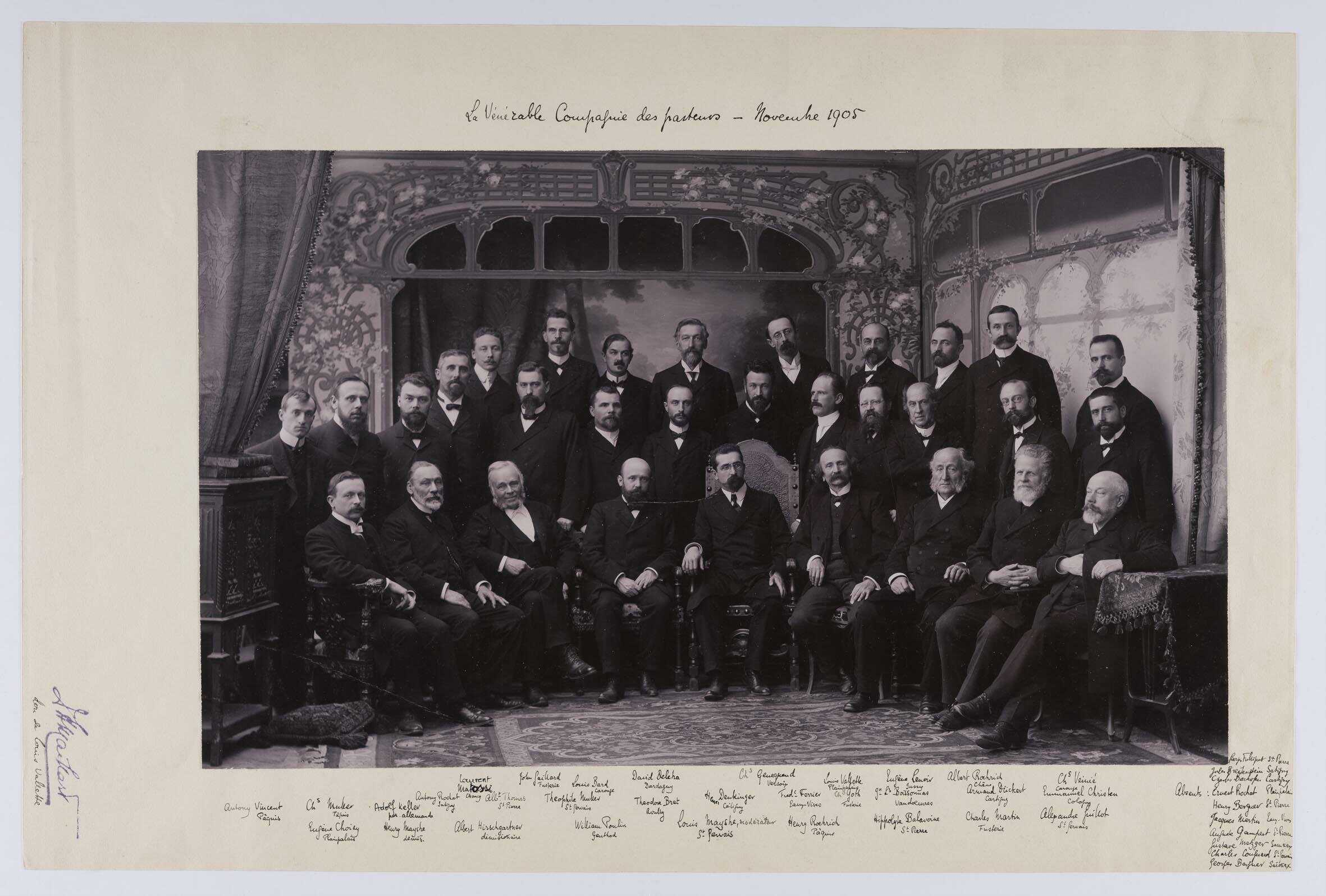
Compagnie des pasteurs 1905, Henri Roehrich befindet sich auf dem Foto rechts vom Moderator Louis Maystre

Henri Marc Moïse Roehrich (* 13. Juni 1837 in Jussy bei Genf; † 11. August 1913 in Chêne-Bougeries) war ein Schweizer evangelischer Geistlicher und Hochschullehrer.

## Leben

### Familie
Henri Roehrich war der Sohn des Pfarrers Louis Roehrich (* 22. März 1811 in Genf; † 5. Juli 1893 in Lancy bei Genf) und dessen Ehefrau Marie-Marguerite (* 1814; † 23. Oktober 1897 in Genf) (geb. Meynadier); er hatte fünf Geschwister.
Er war seit dem 18. Juli 1865 in Colmar mit Marie-Berthe (* 1845; † 1925), Tochter von Jean-Georges Karcher, Fabrikant von Metallgewebe, verheiratet; gemeinsam hatten sie sechs Kinder.

### Werdegang
In der Zeit von 1855 bis 1858 studierte Henri Roehrich Natur- und Geisteswissenschaften und von 1858 bis 1863 Theologie an der Akademie Genf; 1863 erfolgte seine Ordination in Stockholm.
Von 1863 bis 1867 war er Pfarrer in Stockholm, wurde darauf 1867 Schulpfarrer an der Primarschule in Genf, bevor er am 1. August 1869 Pfarrer in Hamburg wurde, um dort französische Gefangene des Deutsch-Französischen Krieges zu evangelisieren. Er war darauf von 1873 bis 1870 Pfarrer in Strassburg und Präsident des dortigen Konsistorium sowie von 1879 bis 1887, als Nachfolger von Jean-Edouard Barde, Pfarrer in Vandœuvres und vom 17. April 1887 bis 1910 Pfarrer in Genf; in dieser Zeit war er von 1887 bis 1912 Gefängnispfarrer.
1885 wurde er als Privatdozent Lehrbeauftragter für Sakralmusik an der Theologischen Fakultät der Universität Genf.

### Geistliches und berufliches Wirken
1886 wurde Henri Roehrich Moderator der Compagnie des pasteurs und begründete 1888 das Bureau du travail in Genf, das verschiedene Arbeitsstellen vermittelte.
Er war 1857, noch als Student, Autor des französischen Textes der alten Schweizer Nationalhymne O monts indépendants (siehe auch Rufst du, mein Vaterland).
Gemeinsam mit Henri Meuron und Alfred Cérésole (1842–1915) gab er 1888 einen Band heraus, in dem 88 Refrains vorgestellt wurden, in denen alte Melodien mit neuen Texten komponiert worden waren; bei den Liedern handelte es sich um in der französischen Schweiz, populäre, religiöse und patriotische Hymnen. Er verfasste unter anderem auch einige Texte zu Kompositionen von Otto Barblan, der Organist in der Kathedrale St. Pierre in Genf war.
1889 führte er die Trauerfeierlichkeiten für den verstorbenen Pastor Jean Gaberel (1810–1889) durch.
Gemeinsam mit John Ninet, Jérôme Périnet, Louis Bard, René Claparède, William Poulin, Charles de Sinner und Alfred Testuz gab er 1890 die Zeitung für soziale Fragen Le Solidaire heraus, die 1893 in Solidarité umbenannt wurde.
Er setzte sich auch für die Rechte der Frauen ein und wies darauf hin, dass Arbeit den Status einer Frau anheben kann.
Henri Roehrich gehörte zu den Förderern der Arbeit gegen unsittliche Literatur und war lange Zeit Vorsitzender des Ausschusses dieser Gesellschaft; 1904 vertrat er Genf auf dem Internationalen Kongress gegen die unsittliche Literatur in Köln.
In seiner Publikation Une visite aux prisons au point de vue de l'education des detenus hatte er anhand von Briefen und Zeugnissen eine Fülle von Beobachtungen dargelegt, die geeignet waren, die Arbeit in den Gefängnissen zu fördern und die breite Öffentlichkeit für die Gefangenen zu interessieren.
Nach seinem Tod wurde er auf dem Friedhof von Chêne-Bougeries beigesetzt.

## Mitgliedschaften
Henri Roehrich war während des Studiums Präsident der Société d’Étudiants de Belles-Lettres in Genf.
Er war Mitglied der Gesellschaft zur Einhaltung der Sonntagsruhe, dessen Genfer Komitee er auch vorstand und des Blauen Kreuzes; beim Blauen Kreuz war er Vorsitzender der Sektion Genf-Pâquis.
Von 1884 bis 1885 war er Präsident der Société des sciences théologiques.

## Schriften (Auswahl)
- La Laponie et Maria Magdalena Mathsdotter. Lausanne, 1865.
- Introduction au livre du prophète Habakuk. Genf 1862.
- Eduard Güder; Henri Roehrich: Le miracle. Toulouse 1870.
- Etudes bibliques. Lausanne, 1876–1877.
- Cantiques divers. Recueil de cantiques. Strasbourg, 1878.
- Le progrès, la moralité publique et le matérialisme scientifique. Strasbourg 1880.
- Martin Luther: Notice biographique. Genève 1883.
- Ulrich Zwingli, notice biographique (avec portrait et vignettes). Genève 1884.
- L'ouvre des missions, tâche actuelle de l'Eglise et de la théologie protestante. Genève 1884.
- Rapport lu à la Société des sciences théologiques, suivi d'une étude sur l'indépendance de la pensée. Genève 1885.
- La communauté réformée de Hambourg-Altona. Histoire de ses origines 1588–1686. Paris, 1885
- Henri Meuron; Henri Roehrich; Alfred Cérésole: Chants populaires de la Suisse romande. Genève, 1887.
- Les Facultés de théologie et l'Église. Nimes 1887.
- La souffrance et la vocation pastorale. Discours de consécration. Genève 1891.
- Un héros chrétien. Notice historique sur Gustave II Adolphe, roi de Suède (avec portrait et figures). Genève 1895
- La mission de la femme et les questions sociales. Genève 1895.
- Quelques communautés réformées de Bohême. Rapport de la So ciété genevoise de secours religieux pour les protestants dissémi nés. Genève, 1895.
- Questions sociales á Genève. Genève 1885.
- Une visite aux prisons au point de vue de l'education des detenus. Vals-les-Bains 1911.